# Alton (Hampshire)
Alton is een civil parish (town) in het bestuurlijke gebied East Hampshire, in het Engelse graafschap Hampshire. De plaats telt 17.816 inwoners (2011). In de gemeente Alton ligt ook het beroemde dorp Chawton.

## Geboren
- William Curtis (1746-1799), Engels botanicus en entomoloog

## Overleden
- Owen Willans Richardson (1879-1959), Engels natuurkundige (Nobelprijs voor de Natuurkunde 1928)
- Bernard Montgomery (1887 - 1976), Brits generaal en veldmaarschalk uit de Tweede Wereldoorlog

De moord op Fanny Adams (geboren op 30 april 1859) vond plaats op 24 augustus 1867 te Alton in het Engelse graafschap Hampshire.

## Verkeer en vervoer
- Station Alton